# Anja Schwarz
Anja Schwarz ist eine deutsche Kulturwissenschaftlerin und Hochschullehrerin.

## Leben
Anja Schwarz studierte an der Leuphana Universität in Lüneburg und promovierte an der Freien Universität Berlin. Sie lehrte zunächst an der Universität Konstanz und der Freien Universität Berlin, bevor sie 2010 ihre Stelle als Juniorprofessorin an der Universität Potsdam antrat. Von 2010 bis 2018 leitete sie die deutsch-australischen Forschungsgruppen Memory and Migration (2010-2012, mit ANU; DAAD-Go8), Colonial Entanglements (mit UTS; DAAD-ATN), Experimental Histories (mit UTS; DAAD-ATN), Waste Matters (mit USydney; DAAD-Universities Australia) und German-Australian Anthropological Legacies (mit FlindersU; DAAD-Universities Australia). Gemeinsam mit der Historikerin PD Dr. Eva Bischoff von der Universität Trier leitet Schwarz das Provenienzforschungsprojekt Berlin's Australian Archive. Schwarz ist Sprecherin des DFG-Graduiertenkollegs minor cosmopolitanisms, das in einem Netzwerk von Partneruniversitäten in Südafrika, Indien, Australien und Nordamerika vor allem Doktoranden ausbildet. Sie ist außerdem Projektleiterin der DFG-Forschergruppe „collaborations: assemblages, articulations and alliances“. Von 2020 bis 2022 koordinierte sie den Potsdamer Postcolonial Chair for Global Modernities. In den letzten Jahren konzentrierte sich ihre Forschung auf die Figur des Tupaia, eines polynesischen Meisternavigators, der mit Kapitän James Cook im späten 18. Jahrhundert segelte, und auf das koloniale Erbe der deutschen Naturgeschichte in Australien.
Im Jahr 2015 wurde Anja Schwarz als deutsche Forschungsexpertin in die Australia Germany Advisory Group berufen.

## Veröffentlichungen

### Als Autorin
- (2018) “The Making of Tupaia’s Map: A Story of the Extent and Mastery of Polynesian Navigation, Competing Systems of Wayfinding on James Cook’s Endeavour, and the Invention of an Ingenious Cartographic System”. The Journal of Pacific History 54.1 (2019): 1-95 (mit Lars Eckstein). full text at: doi:10.1080/00223344.2018.1512369
- Translated as Lars Eckstein and Anja Schwarz, La carte de Tupaia, maître d'astres et de navigation polynésienne. Trans. and intr. Serge Dunis. Bulletin de la Societé des Études Océaniennes (Polynésie orientale) no°348 (Mai/Août 2019). 153 pp.
- (2019) "The Making of Tupaia's Map Revisited". Authors' Response to critical forum on "The Making of Tupaia's Map". The Journal of Pacific History 54.4 (2019): 549-61 (with Lars Eckstein). full text at: doi:10.1080/00223344.2019.1657500
- (2023) “Corrections: An Update to ‘The Making of Tupaia’s Map’” The Journal of Pacific History 58.1 (2023): 64-80 (with Lars Eckstein). full text at: doi:10.1080/00223344.2022.2138291.

### Als Herausgeberin
- (2018) Remembering German-Australian Colonial Entanglement (special issue of Postcolonial Studies 21.1). Eds. Lindsay Barrett, Lars Eckstein, Andrew Hurley and Anja Schwarz.
- (2016) Postcolonial Justice in Australia. Reassessing the ‘Fair Go’. Ed. Gigi Adair and Anja Schwarz. Trier: WVT.
- (2014) Postcolonial Piracy: Media Distribution and Cultural Production in the Global South. Eds. Lars Eckstein and Anja Schwarz. London: Bloomsbury Academic.
- (2013) Rhythmus um 1900 (special issue of Zeitschrift für Kulturphilosophie). Eds. Hendrik Blumentrath, Michael Neumann, Claudia Röser and Anja Schwarz.
- (2013) Michael Taussig: Sympathiezauber. Texte zur Ethnographie. Konstanz: Konstanz University Press. Eds. Michael Neumann and Anja Schwarz.
- (2013) Der Australienforscher Ludwig Leichhardt. Spuren eines Verschollenen. Eds. Heike Hartmann together with Lars Eckstein, Steffen Krestin, Helmut Peitsch and Anja Schwarz. Berlin: Bebra Verlag.
- (2012) Postcolonial Literatures in English: Sources and Resources. Volume 2: Australian, New Zealand and Pacific Literatures. Eds. Rudolf Bader and Anja Schwarz. Trier: Wissenschaftlicher Verlag Trier.